# NGC 1999
NGC 1999 è una nebulosa diffusa a riflessione situata nella costellazione di Orione a 1500 anni luce di distanza dal Sistema solare. Costituita principalmente da polveri, è costantemente irradiata da V380 Orionis, una stella variabile di massa 3,5 volte quella del Sole.